# 隨機存取機
在理論計算機科學中，隨機存取機（英語：Random-access machine，縮寫為RAM）是一種抽象機器，屬於寄存器機的一種。近似於計數器機，但是它擁有能對暫存器間接定址的能力。隨機存取機是圖靈機的一種，等價於通用圖靈機。隨機存取機屬於哈佛架構，與電子計算機的特徵近似；如果修改為馮紐曼架構，則成為隨機存取儲存程式機（RASP）。
與圖靈機、計數器機模型相同，隨機存取機器與隨機存取儲存程式機，都常被用於計算複雜性理論之中。